# Nationalpark Cerro Corá
Der Nationalpark Cerro Corá, span. Parque nacional Cerro Corá, ist ein Nationalpark in Paraguay. Dieser liegt im Departamento Amambay. Der Park wurde durch das Dekret N° 20.698 geschaffen und am 11. Februar 1976 als Nationalpark ausgewiesen. Der Eingang zum Nationalpark liegt südwestlich und ca. 35 Kilometer von Pedro Juan Caballero entfernt. Die Schlacht von Cerro Corá, in der Francisco Solano López starb, fand hier statt. Ein Monument im Park erinnert an den heutigen Volkshelden López.

## Schutzziel
Nach dem Gesetz 352/94 verfolgen diese Schutzgebiete das Ziel der Erhaltung, den Schutz und die Verbesserung der Umwelt sowie deren natürlichen Ressourcen.

## Fauna

### Vögel
Im Jahr 1995 publizierten die Ornithologen Floyd Edward Hayes und Paul A. Scharf eine Liste mit 199 Vogelarten, die im Park vorkommen, darunter mehrere Steißhühnerarten, Tauben, Enten, Störche und Reiher, außerdem Sittiche und Tangaren.

### Säugetiere
Zu den Säugetieren im Park gehören Maikong (Cerdocyon thous), Pampashirsch (Ozotoceros bezoarticus), Jaguar (Panthera onca), Langbeinfledermaus (Macrophyllum macrophyllum), Füchse und Rehe.

### Reptilien
Im Park kommt ebenso die Große Anakonda (Eunectes murinus) vor.

### Flora
Die Vegetation des Parkes ist eine typische Feuchtsavanne mit dem Charakter von Campos cerrados. Im Nationalpark gibt es einige Flüsse und Bäche, die immer Wasser führen und zwischen isolierten und steilen Hügeln fließen. An den Hängen der hohen Berge, die durch den Río Aquidabán und mehrere Nebenflüsse entwässert werden, befinden sich Feuchtwaldgebiete. Zu den Pflanzen im Park gehören Surinamkirsche (Eugenia uniflora), Myrciaria ciliolata, Myrcia guianensis, Luehea divaricata, Brasilianische Guave (Acca sellowiana), Gabiroba (Campomanesia xanthocarpa), Copaifera langsdorffi, Ceiba publiflora, Matayba elaeagnoides, Hellietta apiculata, Rupetchia laxiflora, Actinostemon concolor, Trichilia catugua, Protium heptaphyllum, Blapharocalyx salicifolia, Taruma (Vitex megapotamica), Aspidosperma piricolium und Astronium urundeuva.